# Comté d'Isisford
Le comté d'Isisford est une zone d'administration locale dans le centre du Queensland en Australie.
Le comté comprend les villes de :
- Isisford ;
- Emmet ;
- Yaraka.

Il est traversé par la Barcoo River.